# Valsartan
Le valsartan est une molécule utilisée comme médicament par voie orale, antagoniste des récepteurs de l'angiotensine II (ARA II).

## Mécanisme d'action
Le valsartan inhibe de manière sélective le récepteur AT1 de l'angiotensine II (A1) : il se lie spécifiquement au sous-type AT1 du récepteur (membranes des cellules musculaires lisses de l'aorte de rat) mais est environ 30 000 fois moins actif sur le sous-type AT2 (membranes myométriales humaines).

## Indications
- Hypertension artérielle
- Post-infarctus du myocarde récent.
- Insuffisance cardiaque.

## Effets indésirables
- Céphalées.
- Douleurs abdominales.
- Vertiges
- Nausées.
- Vomissements.
- Hyperkaliémie.
- Hypotension.
- Atteintes et insuffisances rénales[3].

## Protection cardiaque?
Une première étude semblait montrer une baisse du taux de survenue d'accidents cardio-vasculaires plus large que le simple effet antihypertenseur et a fait l'objet de plusieurs publications. En janvier 2013, la fiabilité des études est mise en cause et l'ensemble des articles a été rétracté,,, L’Université de médecine de Kyoto a reconnu que les données enregistrées par son équipe de recherche au cours des études cliniques du médicament ont été falsifiées,.